# Vans

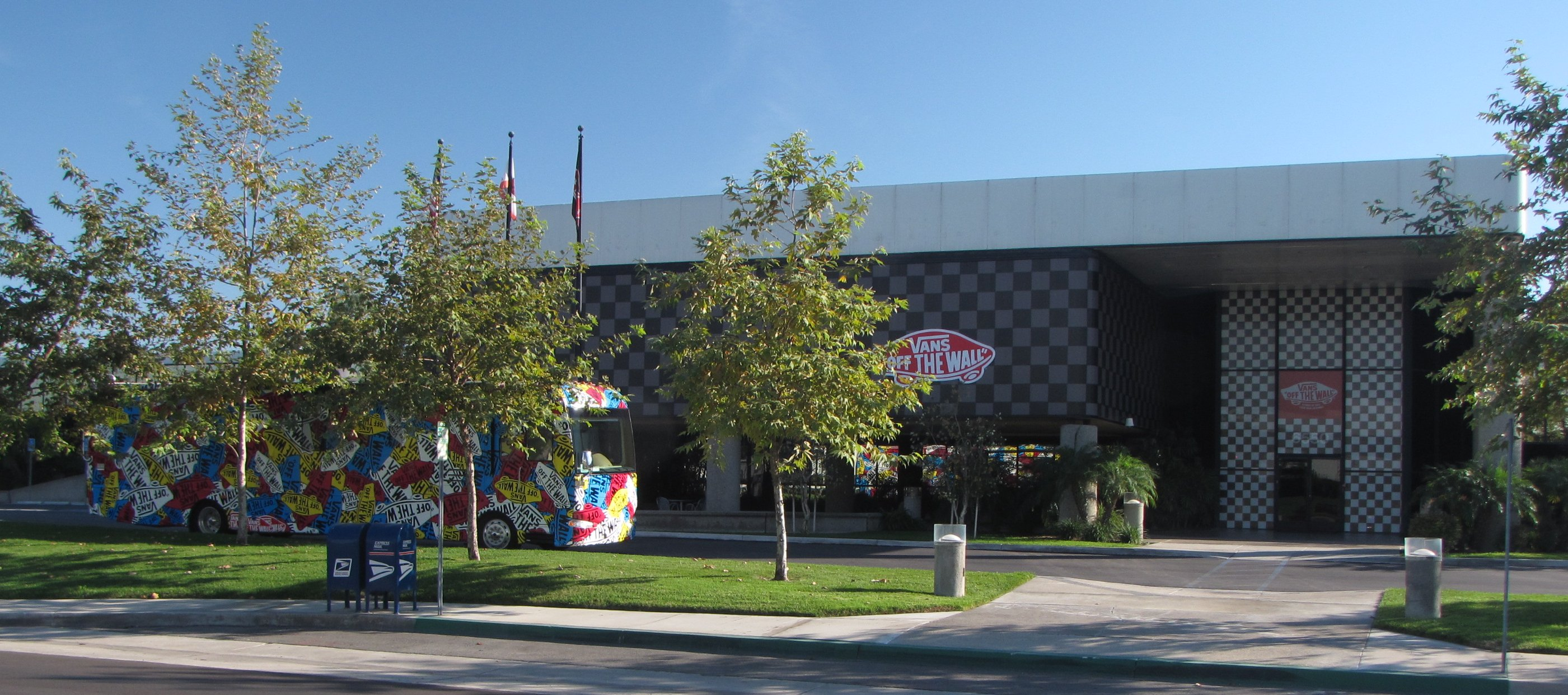
A Vans székhelye a kaliforniai Cypressben

A Vans amerikai székhelyű lábbeli- és ruházatgyártó cég, melynek székhelye a kaliforniai Cypressben található. A márka az extrém sport-iparban is aktív, ahol gördeszka-, szörf-, BMX- és motokrossz-csapatokat is szponzorál. 1996 óta a Vans az éves rendszerességű Warped Tour rockfesztivál első számú szponzora.

## A cég története
1966. március 16-án Paul és James Van Doren, illetve Gordon Lee és Serge D’Elia „The Van Doren Rubber Company” néven megnyitotta az első Vans-üzletet a kaliforniai Anaheimben. Paul Van Doren és D’Elia kezében volt a cég nagyobb része, míg James Van Doren és Lee tulajdonában 10–10% volt. A vállalkozás lábbeliket gyártott, és közvetlenül adta tovább azokat. Az első napon tizenketten vásároltak Vans-belebújós cipőt, ezek formatervét azóta „Authentic” megjelzéssel illetik. A cég három különböző, 2,49–4,99 amerikai dollár közötti cipőfajtát tudott felmutatni, azonban a nyitónapon csak kiállítási modellek voltak készleten, a polcokon felsorakoztatott cipős dobozok üresek voltak.
Az első napon betérő tizenkét vásárló kiválasztotta a nekik tetsző színeket és stílust, majd megkérték őket, hogy délután jöjjenek vissza a rendeléseikért. Ezután Paul Van Doren és Lee lesietett a gyárba, hogy legyártsák a megrendelt cipőket. Amikor a vásárlók délután visszatértek a cipőikért, Paul Van Doren és Lee ráeszmélt, hogy elfejetettek pénzt félretenni a visszajáróra, így a cipőket odaadták a vevőknek, de megkérdték őket, hogy másnap jöjjenek vissza azok árával. Másnap mind a tizenkét vásárló visszatért, és kifizette a cipőiket.
1988-ban Paul Van Doren 74,4 millió dollárért eladta a vállalatot a McCown De Leeuw & Co. banki cégnek. 1989-ben számos Vans-lábbeliket gyártó céget fogtak el az amerikai és mexikói hatóságok, majd arra utasították őket, hogy hagyjanak fel a gyártással.
2004-ben bejelentették, hogy a Vans egyesül az észak-karolinai székhelyű VF Corporationnel.